# Fantafestival
Fantafestival o Mostra Internazionale del Film di Fantascienza i del Fantastico és un festival de cinema dedicat a les produccions cinematogràfiques dels gèneres de ciència-ficció, fantasia i terror que se celebra anualment a Roma des de l'any 1981 els primers dies de l'estiu. En els darrers anys, mantenint la seva seu central a Roma, s'han realitzat també projeccions en diferents ciutats italianes com Milà, Nàpols, Gènova, Verona, Parma, Ravenna i Càller.
El festival va ser creat el 1981 per Alberto Ravaglioli amb el suport entre 1983 i 2015 d'Adriano Pintaldi. Des de 2019 el festival és dirigit per Michele De Angelis i Simone Starace.
Fantafestival ha presentat i rellançat a Itàlia nombrosos cineastes que més tard s'han convertit en icones del cinema fantàstic. La llista de convidats d'honor inclou grans noms del gènere, com els actors Vincent Price, Christopher Lee, Peter Cushing, John Carradine, Rutger Hauer i Robert Englund, cineastes i productors com Roger Corman, Freddie Francis, George A. Romero, Alexandre Jodorowsky, Sam Raimi i Peter Jackson, i els italians Lucio Fulci, Riccardo Freda, Dario Argento i Lamberto Bava.